# Membres de la Société royale du Canada, par ordre alphabétique Z
| Nom               | Année | Occupation |
| ----------------- | ----- | ---------- |
| Georges Zaccour   | 2003  |            |
| Mark Zacher       | 1989  |            |
| Mark Zanna        | 1999  |            |
| Morris Zaslow     | 1977  |            |
| James Zidek       | 2003  |            |
| Tom Ziegler       | 1997  |            |
| Martin Zuckermann | 1993  |            |
| Francis Zwiers    | 2004  |            |
| Maciej Zworski    | 1999  |            |